# Județul Ialomița (antebelic)
Județul Ialomița a fost o unitate administrativă de ordinul întâi din Vechiul Regat al României (existent în perioada antebelică). Județul se afla în regiunea istorică Muntenia, iar reședința era orașul Călărași.

## Așezare și limite

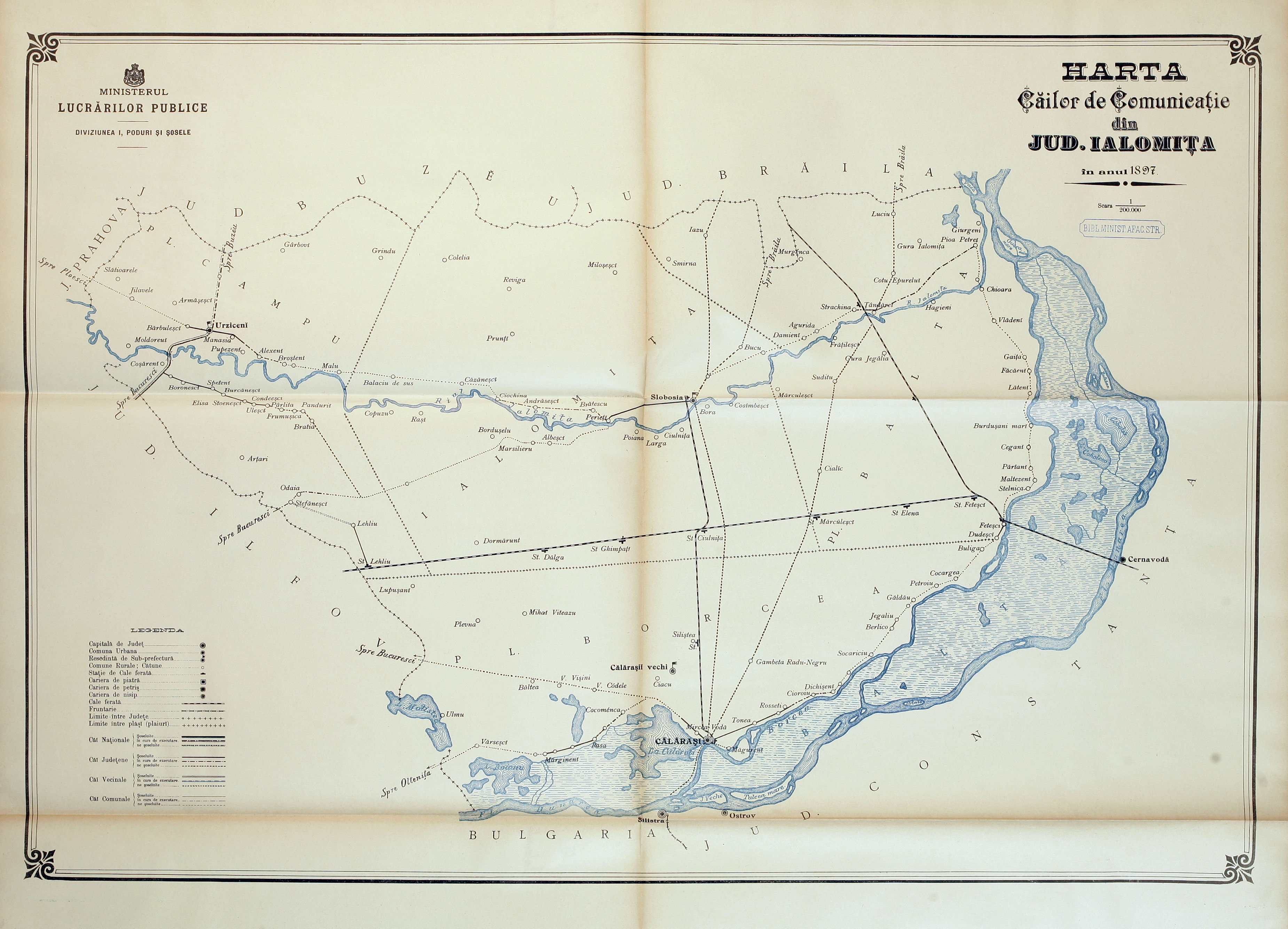
Harta județului Ialomiţa în Atlasul Căilor de Comunicații din 1897

Județul Ialomița era un județ din sud-estul României. Se învecina cu Imperiul Otoman (județul Silistra Nouă-între 1878-1879, județul Constanța după 1878, Bulgaria-între 1908-1913 și județul Durostor, după 1913) și cu județele românești Ilfov, Prahova, Prahova și Brăila. Denumirea județului venea de la râul Ialomița, ce îl străbătea de la vest la est.

## Istoric
În anul 1864, domnitorul Alexandru Ioan Cuza dă prima lege de organizare administrativ-teritorială modernă a teritoriului României. Legea prevedea împărțirea țării în 33 de județe, având ca subdiviziuni plășile și comunele (urbane și rurale). Județele și comunele erau investite cu personalitate juridică și cu organe deliberative și executive: consiliul județean și prefectul (acesta din urmă ca reprezentant al guvernului în teritoriu), respectiv consiliul comunal
și primarul (în calitate de reprezentant al guvernului în teritoriu). Plășile erau simple subdiviziuni ale județelor, fără personalitate juridică, conduse de subprefecți, cu atribuții de supraveghere și control asupra autorităților comunale.
Județul antebelic Ialomița era împărțit în 3 plăși: Borcea (formată din o comună urbană, 19 comune rurale și 45 de sate; cu reședința Călărași, totodată și reședința județului), Ialomița-Balta (formată din 48 de comune și 107 sate sau cătune; cu reședința Slobozia) și Cîmpul (formată din 23 de comune și 42 sate; cu reședința Urziceni).
Județul era situat într-o câmpie vastă, tăiată în două de râul Ialomița. Pământul județului era format dintr-un strat argilo-nisipos amestecat cu substanțe organice și producea o mare cantitate de cereale și plante alimentare. În plasa Cîmpului era cultivat și tutunul. Pe insulele formate de Dunăre, se aflau păduri de salcie și plop, iar pe ambele maluri ale râului Ialomița existau păduri, care pe lângă salcie și plop, mai conțineau și stejar, arin, carpen și frasin. De asemenea, județul avea condițiile favorabile creșterii animalelor, care în trecut erau mai numeroase și din rase mai bune, ceea ce făcea ca guvernul turc (otoman) să cumpere de aici cai pentru armată și alte animale. În anul 1901, deja transformarea pășunilor în locuri destinate agriculturii a făcut ca numărul animalelor să se împuțineze.
Deși ocupația de bază a locuitorilor era agricultura, județul Ialomița avea și industrie (fabricarea brânzeturilor, a pastramei, a peștelui sărat, a cărămidei, a obiectelor de lemn și de fier, precum și țesăturile de lână, cânepă, bumbac și mătase). De asemenea exista o fabrică de alcool în satul Broșteni-Noi. Comerțul cu cereale, care reprezenta primul izvor de bogăție al localnicilor, se făcea mai ales în porturile Călărași și Gura Ialomiței.
Se oragnizau bâlciuri la: Călărași (de la 1-10 septembrie și 9 martie), Slobozia (23 aprilie, 24 iunie și de Înălțare), Urziceni (de Duminica Floriilor, 14 octombrie și târg săptămânal), Lehliu (târg săptămânal), Giurgeni (14 și 26 octombrie), Ciochina (8 septembrie și Duminica Floriilor), Jilavele (de Pogorârea Sfântului Duh și 20 iulie), Broșteni-Noi (25 martie și 29 iunie, 27 iulie, Duminica Tomii și 14 octombrie) și Grindul (de Pogorârea Sfântului Duh, 9 martie, 15 august și 26 octombrie).